# Domingo Morico
Domingo Morico amb el nom autèntic de Domingo Morisco i Ten (València, 7 de març de 1728 - València, 15 de gener de 1782) va ser un escriptor valencià en llengua castellana. Es va doctorar en teolologia a la Universitat de València. Després es dedicà a les matemàtiques. Passà a Sevilla i posteriorment tornà a València on va ser director del Col·legi de Nobles de València i Secretari de la Reial Societat Econòmica de València (1777). Tenia el projecte, que no va poder acabar, d'il·lustrar la "Historia General de España" del Padre Mariana. Va tenir una acadèmia de matemàtiques, on, entre d'altres, va estudiar Cándido María Trigueros

## Obres[2]
- "Carta Apologetica en que se explican las verdaderas causas naturales del terremoto del dia primero de Noviembre del año 1755" per Joseph Estevan Dolz, 1755

- "Oracion funebre, que en las exequias, hechas por los comerciantes franceses establecidos en la Ciudad de Valencia, al difunto rey de Francia Luis XV de Borbon ... de 1774 en el Convento de los Minimos ..., Oficina de Benito Monfort, 1774